# Порцеляна Венсан

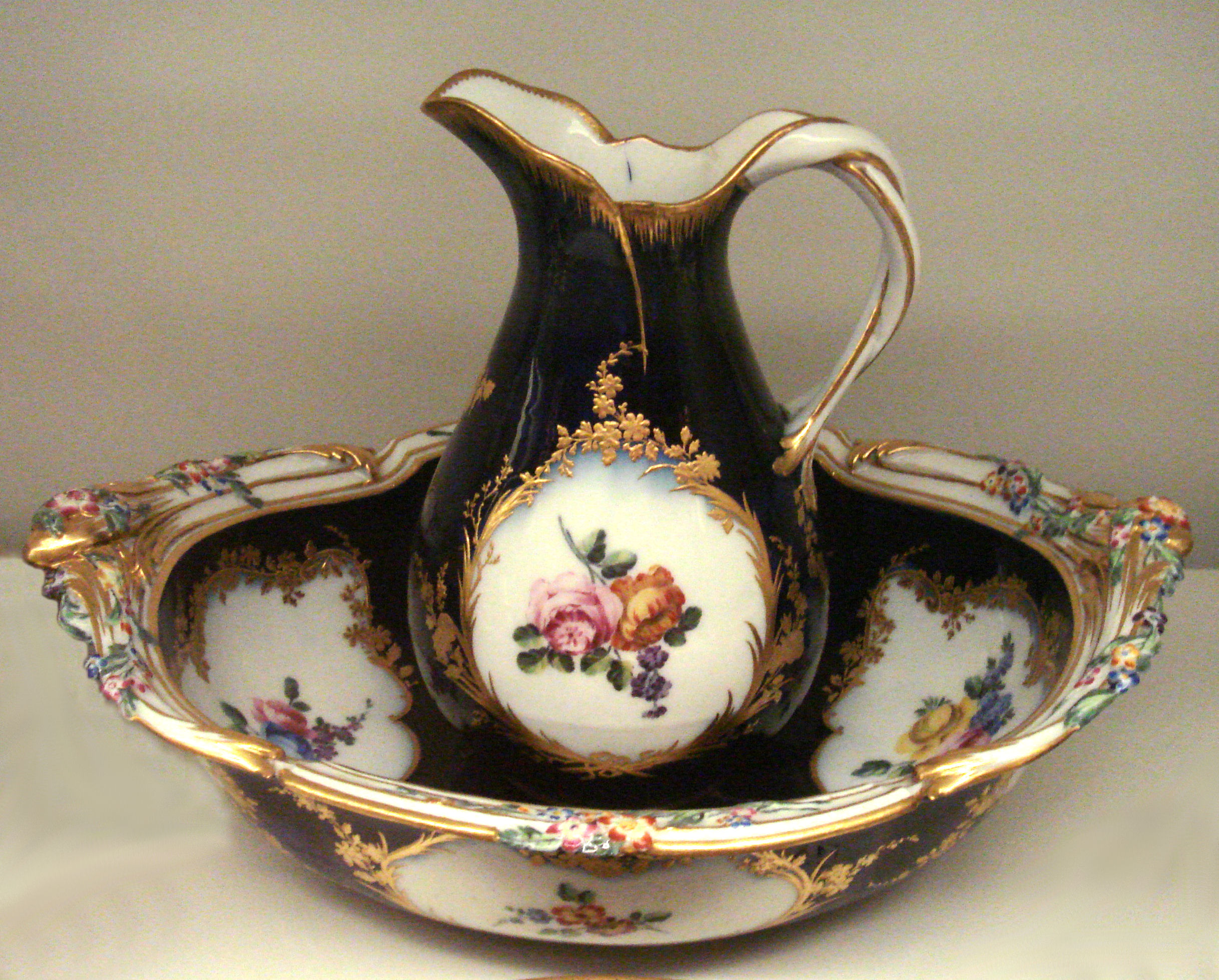
Порцеляна Венсан, бл. 1753 р.

Порцеляна Венсан — ранні зразки порцеляни Франції першої половини 18 ст., котрі виробляли в містечку Венсан.

## Історія
Порцеляна була вперше отримана в Китаї, де в місті Чиньдечжень були природні поклади каоліну та працювали місцеві керамісти. Китайська порцеляна настільки поціновувалась і приносила такі прибутки, що секрет її виготовлення став секретом національного значення.
Спроби розкрити секрет китайської порцеляни тривали в країнах західної Європи майже двісті років. Вперше це вдалося у Саксонії, де вперше були знайдені поклади каоліну. У Франції процес віднайдення технології був довшим, поки поклади каоліну не знайшли біля міста Лімож.
Первісна французька порцеляна лише зовнішньо нагадувала китайську, але сировина і рецепт суміші були іншими. Так, у глину додавали скляний порошок. Порцеляна з цієї суміші отримала назву м'яка або фриттова. Навіть така порцеляна, що лише зовнішньо нагадувала китайську, була використана для виробництва посуду. Незлазуровна порцеляна також була використана для виробництва порцелянової пластики, бо зовнішньо нагадувала білий мармур.

## Локалізація і майстри
Венсенн — місто та муніципалітет у Франції, у регіоні Іль-де-Франс, це на схід від Парижу. В місті був один з королівських палаців, в одному з павільйонів котрого і була облаштована порцелянова мануфактура.
Відкрити секрект китайської порцеляна нагались ще на мануфактуру Шантійї, покровителем і володарем котрої був герцог де Бурбон, принц Конде. Конде мав власну колекцію порцеляни Імарі з Японії. Ця колекція і слугувала зразками для майстрів мануфактури у Шантійї.
Коли герцог помер, майстри залишились без роботи і без гошей. Брати Робер Дюбуа (1709 року народження) та Жиль Дюбуа (1713 р.н.), художник по порцеляні та скульптор-модельєр, вже мали борги і втекли з Шантійї та влаштувались на мануфактуру у Венсенні. Перші зразки тутешньої порцеляни вони продемонстрували маркізу дю Шатле, той вийшов на пана Оррі де Фульві, котрий був братом інспектора королівських споруд. Від останнього і був отриманий дозвіл на розташування порцелянової мануфактури в одному з покинутих королівських павільйонів.
Нова мануфактура обіцала прибутки, тому отримала підтримку від аристократів. Але перші виробничі зразки були невдалими і вельможні покровителі відмовились від співпраці. Мануфактуру покинули на виробників, керував котрими Луї-Франсуа Граван. Серед тих, хто не покинув виробників, був Оррі де Фульві, котрий згодом і дочекався  успіху. 1745 року порцелянова мануфактура запрацювала, а головним ринком для неї став Париж.
Невдовзі мануфактуру перетворили на акціонерне товариство, вкладниками котрого було більше двадцяти осіб. Невдовзі покровителем порцелянової мануфактури став сам король Людовик XV, котрий 24 липня 1745 року надав мануфактурі привілей на виробництво порцеляни на кшталт Мейсенської. Офіційним одержувачем королівського привілея рахувався Шарль Адам, один з вкладників товариства. 1745 року до мануфактури приєднали нового модельмейстера. Ним був Жан-Клод Дюплессі з Турина. Як іноземець, він не підкорявся законам паризьких гільдій, а був підкорений лише новій мануфактурі. Жан-Клод Дюплессі (1699 — 1774) працюватиме у Франції до власної смерті. Первісні вироби мануфактури мали марку у вигляді рогу.
Серед модельмейстерів порцелянової мануфактури був і відомий французький скульптор Етьєн Моріс Фальконе.

## Переведення виробництва у Севр
- Порцелянова мануфактура у Венсенні працювала у період 1735-1756 років.
- 1756 року виробництво було перенесене до міста Севр, де почалась нова сторінка французького порцелянового виробництва.

## Обрані твори (галерея)

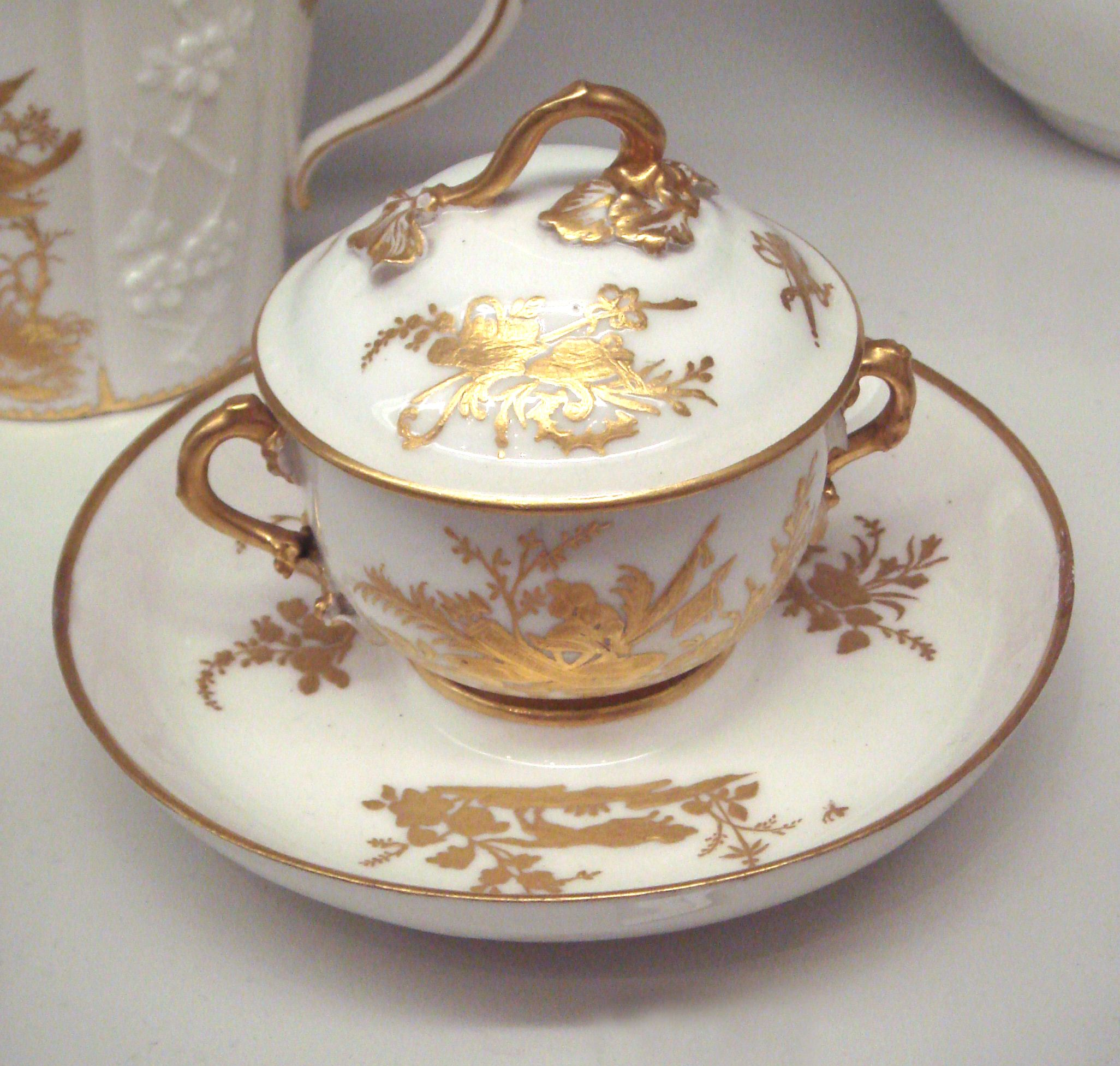
Біле з золотом, бл. 1752 р.
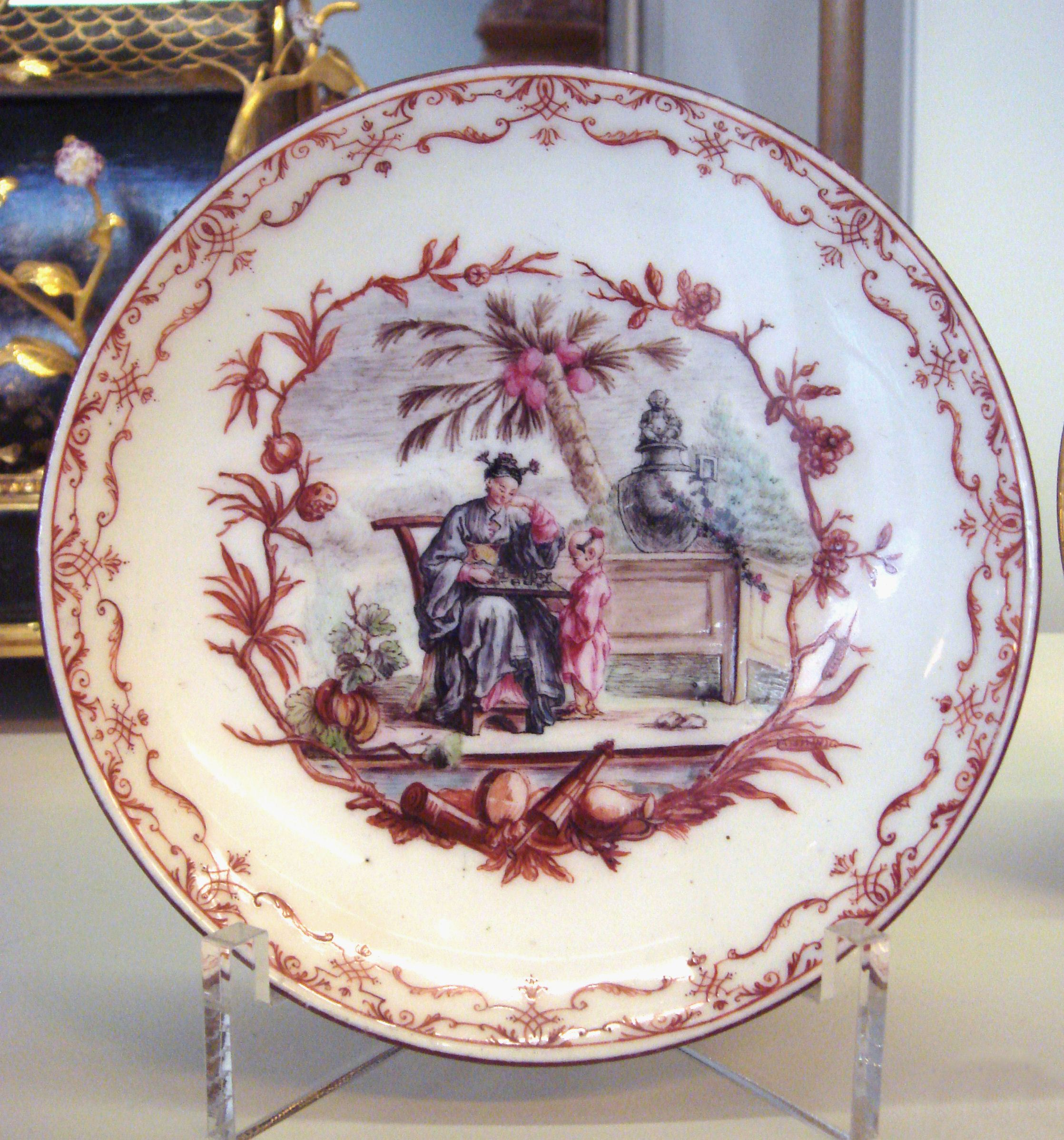
Блюдо з декором шинуазрі, до 1753 р.
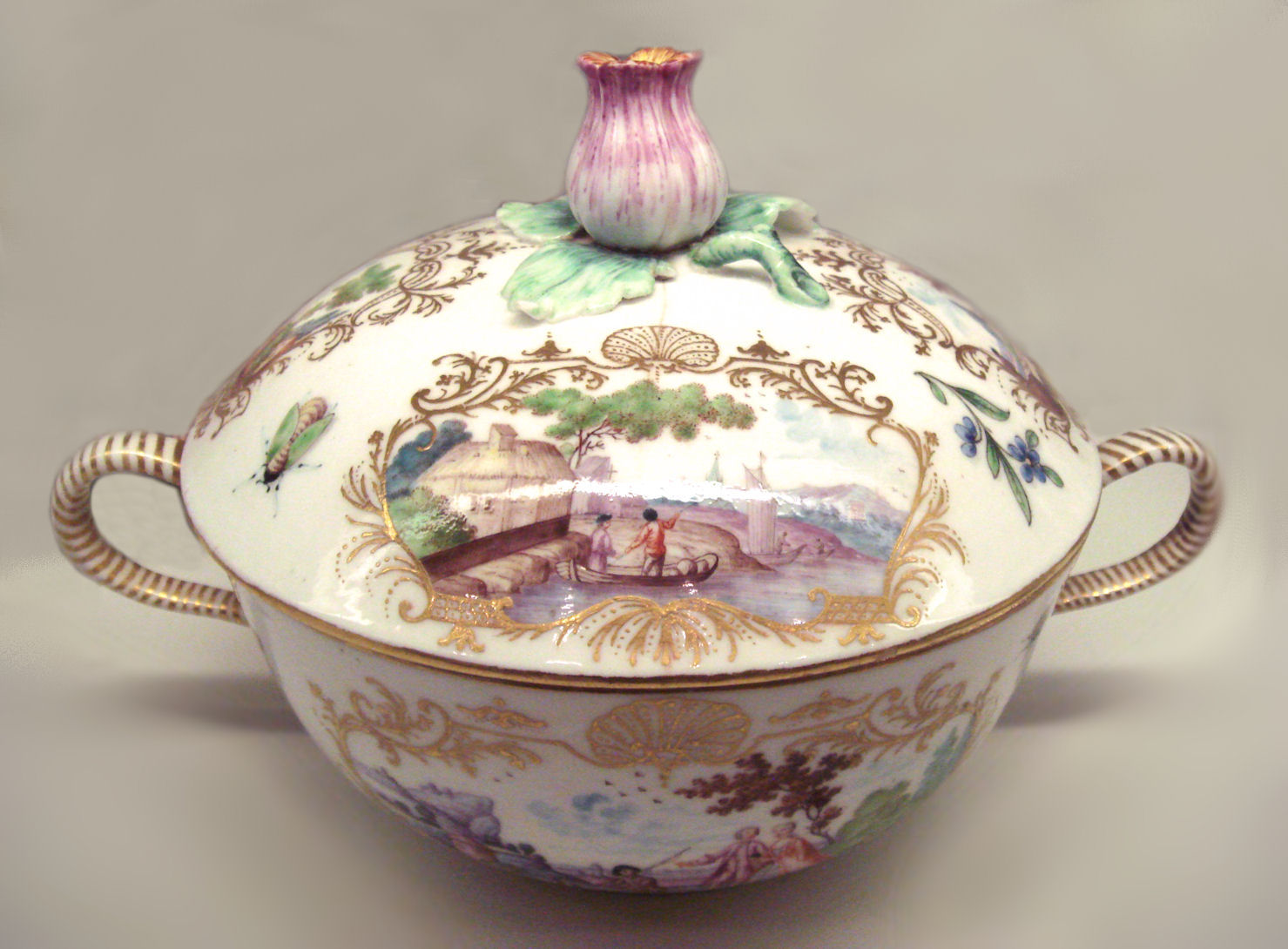
Вироблено до 1750 р.
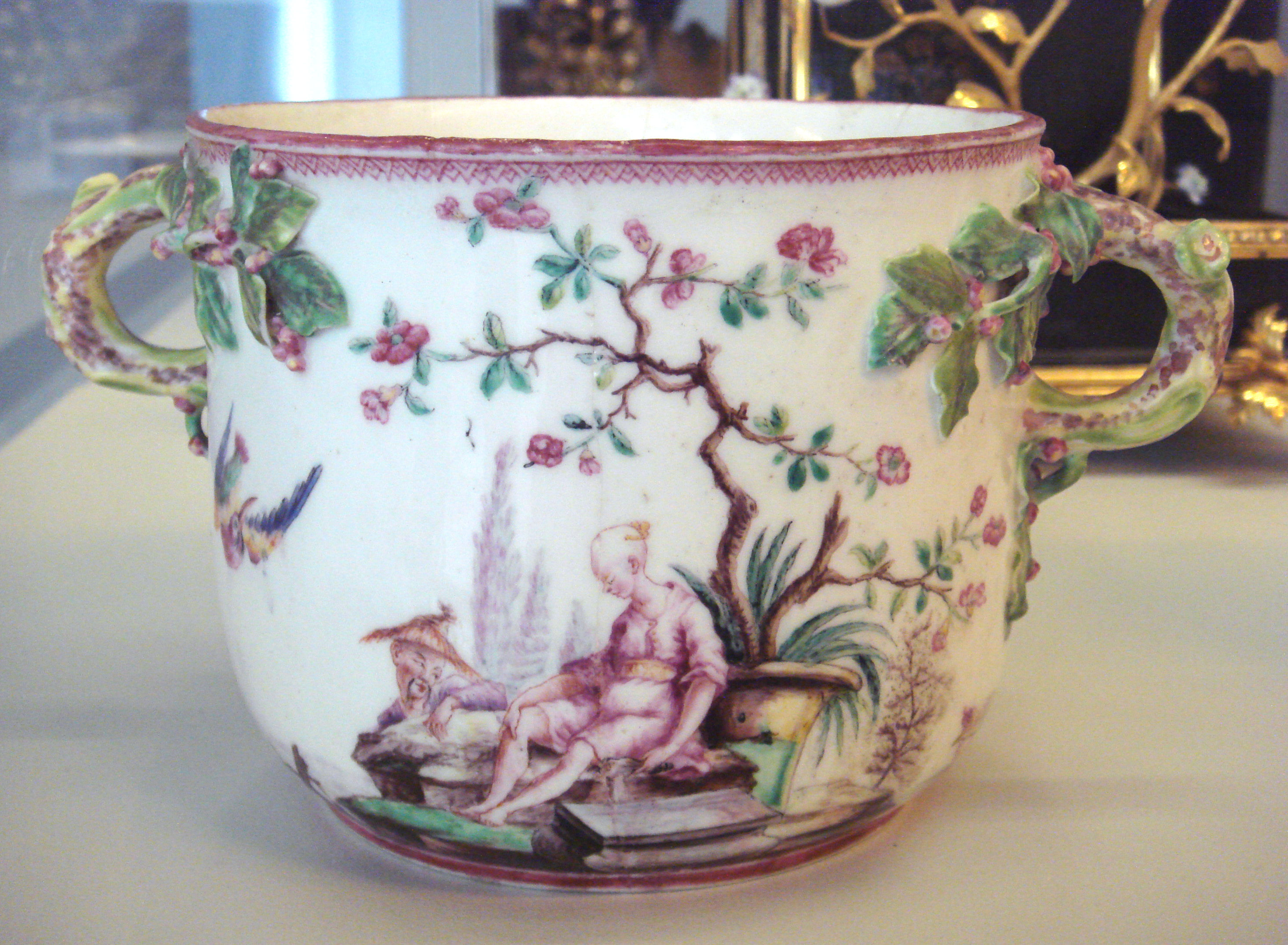
Філіжанка з декором шинуазрі, до 1753 р.
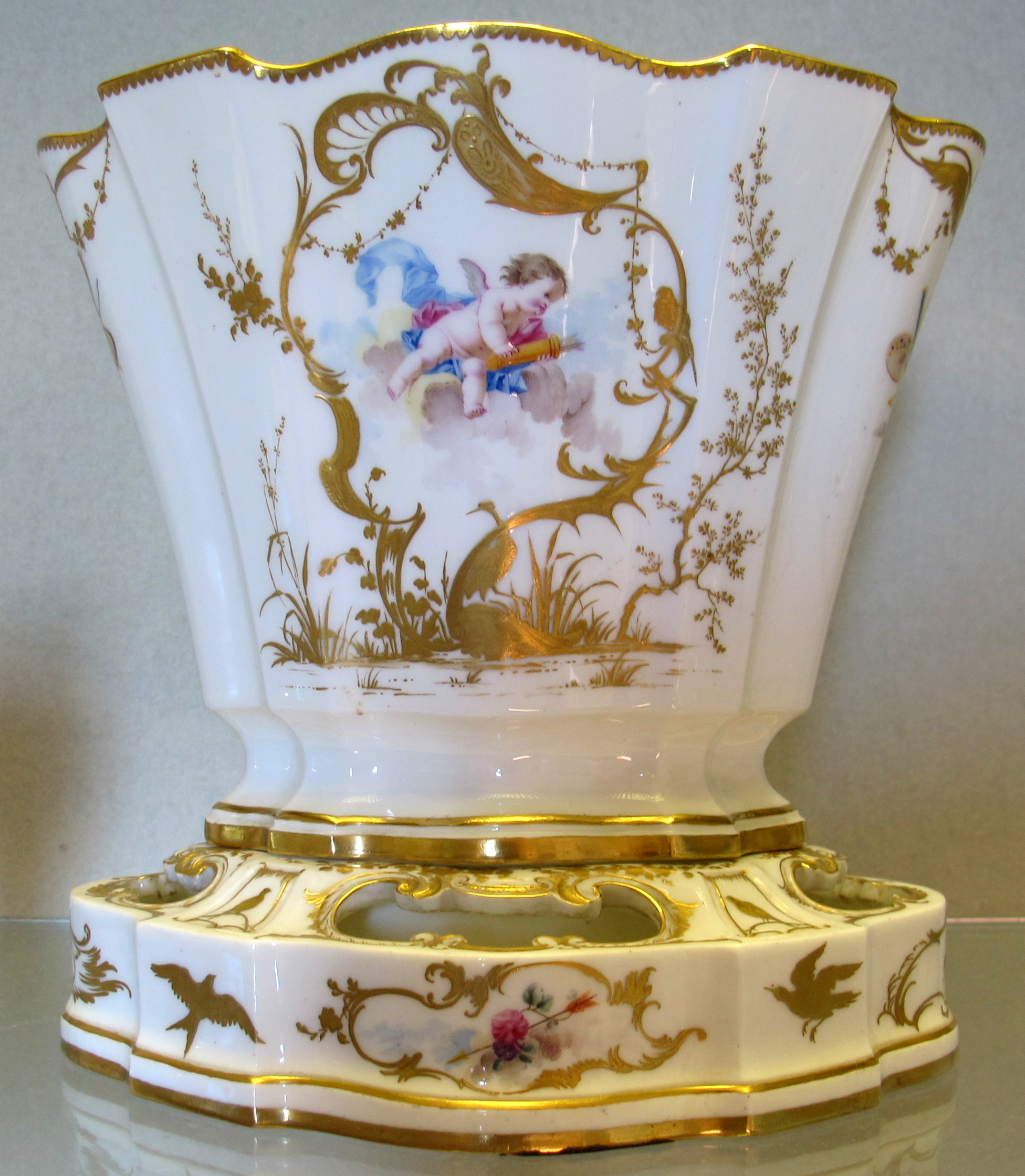
Вироблено до 1756 р.